# 스타링크 옥수수 리콜
스타링크 옥수수 리콜(영어: StarLink corn recall)은 2000년 가을, 300가지가 넘는 식품에서 인간 섭취용으로 승인되지 않은 유전자 변형 옥수수가 발견되면서 발생했다. 이는 유전자 변형 식품의 최초 리콜이었다. 오염을 탐지하고 처음 보고한 반유전자변형생물 운동가 연합인 유전자 변형 식품 경보(Genetically Engineered Food Alert)는 미국 식품의약국이 제 역할을 하지 못했다며 비판했다. 크래프트 푸즈가 제조하여 슈퍼마켓에서 판매된 타코벨 브랜드 타코 껍질의 리콜이 가장 크게 알려진 리콜이었다. 한 합의를 통해 타코벨 브랜드 손상으로 인한 판매 손실에 대해 타코벨 프랜차이즈에게 6천만 달러가 지급되었다.

## 스타링크 옥수수
스타링크는 글루포시네이트에 대한 저항성 유전자와 Cry9C라고 불리는 바킬루스 투링기엔시스(Bt) 단백질 변형 유전자라는 두 가지 변형을 포함하는 유전자 변형 옥수수의 한 품종이다. Cry9C는 스타링크 이전에 유전자 변형 작물에 사용되지 않아 규제 감시가 강화되었다. 스타링크의 개발사인 식물 유전 시스템(Plant Genetic Systems)은 사건 당시 아벤티스 크롭사이언스로 바뀌었는데,:15–16 미국 환경보호청에 스타링크를 동물 사료 및 인간 식품 모두에 사용할 수 있도록 판매 허가를 신청했다.:14 어드밴타 그룹의 일부인 가스트 씨드 컴퍼니는 아벤티스로부터 미국에서 스타링크 종자를 생산 및 판매할 수 있는 허가를 받았다.:8
그러나 Cry9C 단백질은 분해되기 전에 동물 소화 시스템에 오래 남아있기 때문에, 미국 환경보호청은 그 알레르기 유발성에 대한 우려를 표했고, PGS는 Cry9C가 알레르기 유발성이 아님을 증명할 충분한 데이터를 제공하지 못했다.:3 그 결과, PGS는 인간 섭취용 식품과 동물 사료용으로만 사용될 허가를 별도로 신청했다. 스타링크는 1998년 5월 미국 환경보호청으로부터 동물 사료용으로 승인되었다. 리콜 이후, PGS는 처음에는 인간 섭취용 허가를 받으려 시도했고, 그 후 제품을 시장에서 완전히 철수했다.:15

## 제품 리콜

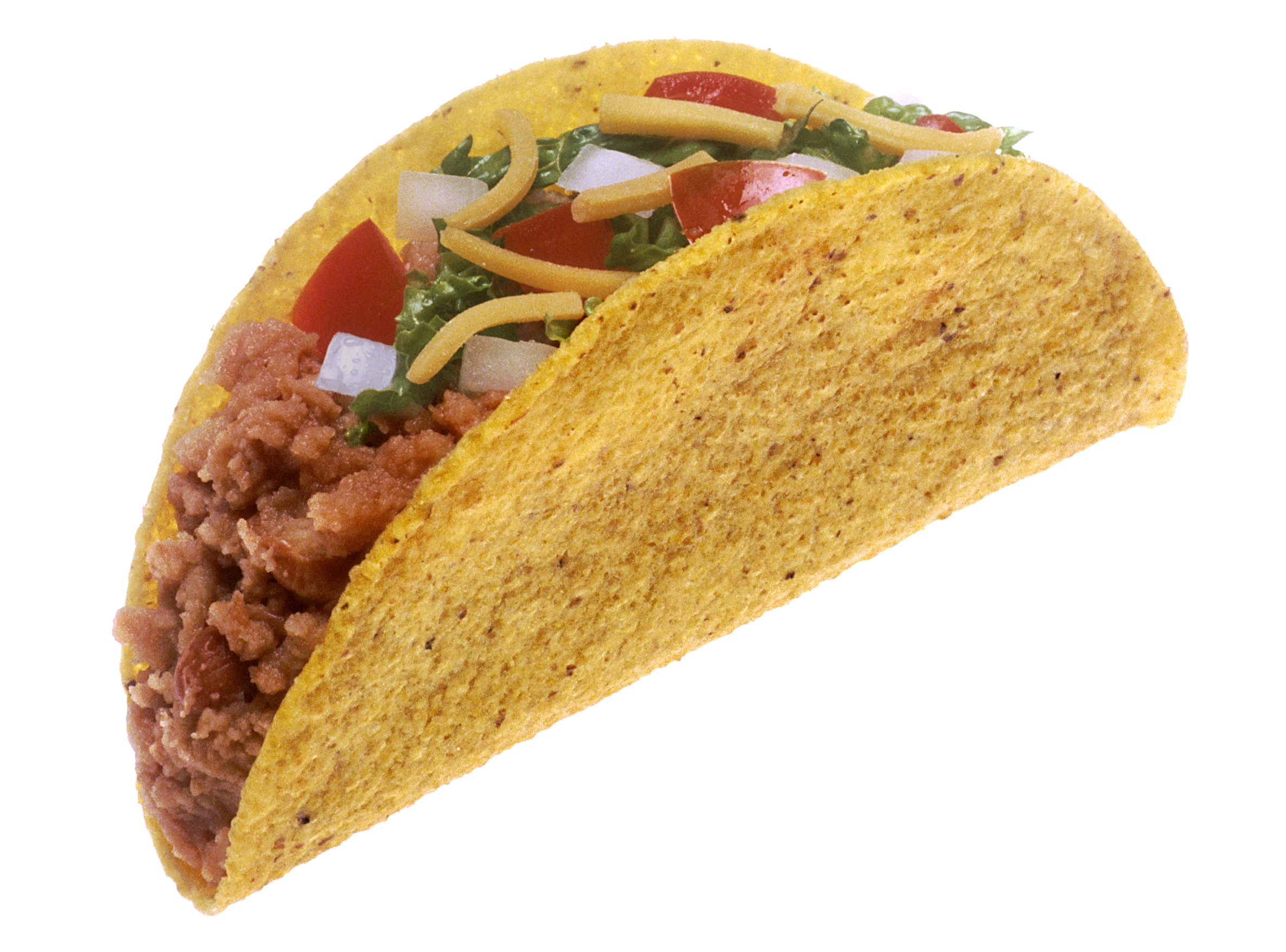
딱딱한 타코 껍질의 타코

2000년, 유전자 변형 식품 경보(Genetically Engineered Food Alert)는 7개 단체(식품 안전 센터, 지구의 벗, 농업 및 무역 정책 연구소, 전국 환경 신탁, 유기농 소비자 협회, 북미 살충제 행동 네트워크(Pesticide Action Network) 및 주 공공 이익 연구 그룹(PIRG)s)에 의해 시작되어 미국 식품의약국, 의회 및 기업에 GMO를 금지하거나 사용을 중단하도록 로비했다. 그들의 활동 중 하나는 유전 식별(Genetic ID)이라는 연구소를 통해 GMO 존재 여부를 식품에서 검사하는 것이었는데, 이 연구소의 부사장은 제프리 M. 스미스였다.
2000년 9월 18일, 유전자 변형 식품 경보는 유전 식별(Genetic ID)이 워싱턴 DC 근처 식료품점에서 구입한 크래프트 푸즈가 만든 "타코벨 홈 오리지널스" 브랜드 타코 껍질에 대한 테스트를 수행하여 스타링크를 검출했다는 성명을 발표했다. 이 소식은 워싱턴 포스트에 보도되었다.:15 크래프트는 타코벨과의 1996년 라이선스 계약에 따라 타코벨 브랜드 타코 껍질을 유통했다.:54
크래프트는 메히칼리에 있는 사브리타스 공장에서 껍질을 구매했는데, 이 공장은 텍사스주 플레이인뷰에 있는 아즈테카 제분소에서 공급받은 밀가루를 사용했다. 텍사스 제분소는 당시 유전자 변형 옥수수와 재래식 옥수수를 분리하지 않는 엘리베이터가 공급하는 6개 주에서 온 밀가루를 사용했다. 크래프트는 또한 리콜된 제품의 생산을 중단했다. 2000년 9월, 크래프트의 최고 경영자 벳시 홀든은 "정부, 산업계, 과학계 모두 이러한 상황이 다시는 발생하지 않도록 방지할 방법을 강구해야 한다"고 말했다. 그녀는 또한 식품 안전과 법적 준수가 크래프트의 최우선 순위라고 밝혔다.
세이프웨이는 2000년 10월 12일 소비자 단체의 권고에 따라 자체 브랜드 타코 껍질을 리콜할 것이라고 발표했다. 이는 예방 조치였으며, 어떠한 제품에서도 스타링크가 확인되지 않았다. 10월 13일과 14일, 미션 푸즈(Mission Foods)는 약 300개 제품을 자발적으로 리콜했다. 2000년 10월 22일, 켈로그는 스타링크 옥수수 가루가 공장에 공급되지 않았다는 것을 보장할 수 없기 때문에 예방 조치로 공장 문을 닫았다고 보고되었다.
2000년 10월 26일, 스타링크 옥수수가 일본과 사우디아라비아에서 발견되었다고 보고되었다.:20–21 미국의 옥수수 시장과 유통망은 2001년 내내 혼란에 빠졌는데, 곡물을 분리할 기존 수단이 없었기 때문이다. 이 혼란은 아래에서 논의할 아벤티스의 검사 및 환매 프로그램 덕분에 결국 완화되었다.

## 아벤티스 리콜/환매
2001년 1월, 17개 미국 주와의 서면 합의에 따라, 아벤티스는 스타링크 강화 관리(StarLink Enhanced Stewardship, SES) 프로그램이라는 프로그램을 시작했는데, 이 프로그램에 따라 스타링크 옥수수, 완충 옥수수 및 스타링크와 혼합된 양곡기에 저장된 모든 옥수수는 아벤티스가 구매하여 동물 사료 및 비식품 산업용(예: 에탄올 생산)으로 사용하도록 했다. 이 프로그램에는 스타링크 검사를 위한 무료 키트가 포함되었으며, 장비 청소, 운송 및 저장 시설 비용, 그리고 운송 비용 증가를 충당했다.:193–95 아벤티스는 비용이 1억 달러에서 10억 달러 사이가 될 것으로 추정했다.
곡물 혼합으로 인해 스타링크 옥수수가 미국 옥수수 공급량의 50% 이상에 존재할 수 있었을 것으로 추정되었고, 전반적으로 스타링크 사건으로 인해 미국 옥수수 가격이 약 1년 동안 약 7% 하락했다.:533

## 여파
리콜 이후 51명이 미국 식품의약국에 부작용을 보고했다. 이 보고서는 미국 질병통제예방센터(CDC)에서 검토되었으며, 28건이 스타링크와 관련이 있을 수 있다고 판단했다. CDC는 이 28명의 혈액을 연구했으며, 이들이 경험한 반응이 스타링크 Bt 단백질에 대한 과민성과 관련이 있다는 증거는 없다고 결론지었다.
미국 환경보호청은 식품 안전 센터의 조셉 멘델슨 3세로부터 "분명히 그들은 창피함을 느끼기 전까지는 아무것도 하지 않았다"고 비판받았다. 미국 환경보호청과 아벤티스는 리콜 당시 그러한 일이 일어날 줄 전혀 몰랐다고 한 발언에 대해서도 비판받았다. 스티븐 존슨 미국 환경보호청 국장은 "우리의 허가 과정에 위반이 있었다면 우리는 매우 큰 우려를 표할 것"이라고 말했다. 아벤티스의 마가렛 개즈비는 이전에 "우리 옥수수가 어떻게 인간 식량 공급망에 들어갈 수 있었는지 상상하기 어렵다"고 말했다.
스타링크 품종의 등록은 2000년 10월 아벤티스에 의해 자발적으로 철회되었다.:7 2001년 2월, 아벤티스 크롭사이언스(미국)의 사장, 법률 고문, 시장 개발 부사장이 리콜에 대한 책임으로 해고되었다고 발표되었다.
2001년 6월, 당시 타코벨의 20%를 소유하고 있던 트리콘 글로벌 레스토랑즈(Tricon Global Restaurants)는 슈퍼마켓 타코 껍질 공급업체 일부와 6천만 달러의 합의에 도달했다고 발표했다. 합의 조건에 따라 공급업체의 신원을 공개할 수 없었다. 트리콘은 합의금이 타코벨 프랜차이즈에 돌아가며 트리콘은 아무것도 받지 않을 것이라고 밝혔다. 트리콘은 또한 공급업체 및 프랜차이즈와 함께 스타링크가 식품 사슬에 유입된 책임이 있는 당사자들에 대해 소송을 제기할 것이라고 발표했다.
2001년 9월, 약 5,000명의 타코벨 프랜차이즈와 소수의 타코 껍질 공급업체 그룹이 아벤티스, 어드밴타(Advanta) (Garst Seed Co.); 그루마(Gruma Corp.) ("미국 최대의 옥수수 가루 및 토르티야 생산 및 유통업체"); 및 아즈테카 밀링(Azteca Milling)을 상대로 손해 배상을 요구하는 집단 소송을 제기했다. 이 소송은 2001년 12월 자발적으로 기각되었다.:65
2002년, 아벤티스, 가스트, 크래프트 푸즈, 아즈테카 푸즈, 아즈테카 밀링 및 미션 푸즈는 스타링크에 알레르기 반응을 보였다고 주장하는 두 명의 사람과 세 번째 사람의 할머니가 제기한 소송을 900만 달러에 합의했다.
2002년, 비정부기구들은 UN과 미국이 중앙아메리카 국가들에 보낸 구호품에도 일부 스타링크 옥수수가 포함되어 있다고 주장했다. 관련 국가인 니카라과, 온두라스, 엘살바도르, 과테말라는 구호품을 받기를 거부했다.:96
2003년, 스타링크 리콜 이후 옥수수 가격 하락으로 경제적 손실을 입은 스타링크를 심지 않은 농부들은 아벤티스와 어드밴타를 상대로 1억 달러의 집단 소송에 합의했다.
진워치 UK(GeneWatch UK)와 그린피스 인터내셔널은 2005년 GM 오염 등록부(GM Contamination Register)를 설립하며 이러한 리콜을 등록부의 "주요 사건" 중 하나로 꼽았다.
미국 옥수수 공급은 2001년부터 2010년까지 곡물 검사, 포장업자 및 가축 관리국(Federal Grain Inspection Service)에 의해 스타링크 Bt 단백질 존재 여부가 모니터링되었다.

## 추후 사건
2013년 8월, 스타링크 옥수수가 사우디아라비아의 일부 식품을 다시 오염시킨 것으로 보고되었다.

## 같이 보기
- 유전자 변형 생물 격리 및 탈출
- 공정 포장 및 라벨링 법 (미국)
- 유전자 변형 식품 논란
- 유전자 변형 생물 방출 규제